# Konrad-Adenauer-Preis (Stadt Köln)

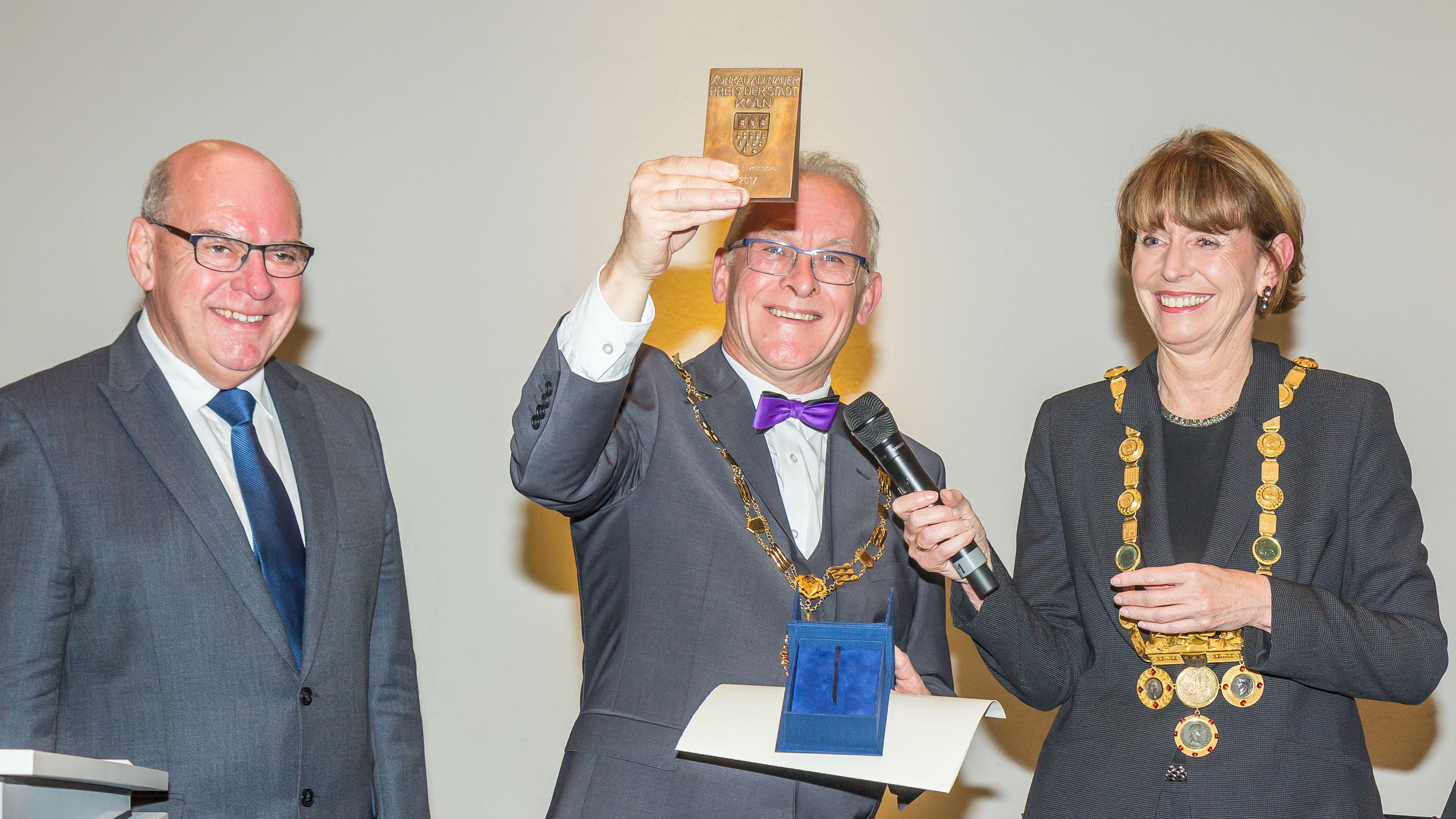
Preisverleihung des Konrad-Adenauer-Preises 2017 durch Köln Oberbürgermeisterin Henriette Reker an die Stadt Liverpool, entgegengenommen vom Oberbürgermeister Lord Mayor Malcolm Kennedy. Links: Laudator Daniël Termont, OB von Gent.

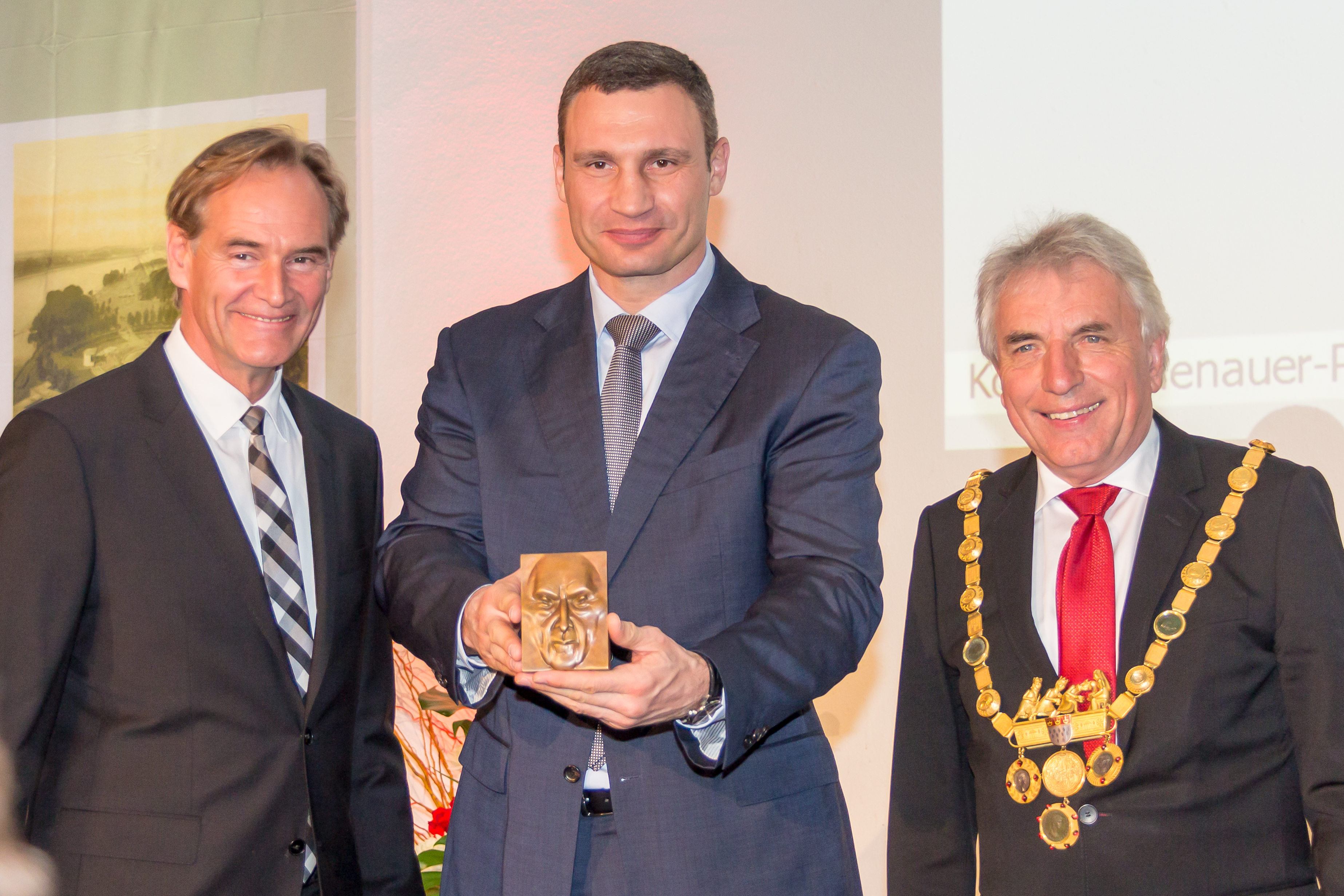
Preisverleihung des Konrad-Adenauer-Preises 2015 an Vitali Klitschko, Oberbürgermeister von Kiew durch Kölns Oberbürgermeister Jürgen Roters. Links: Laudator Burkhard Jung, OB von Leipzig.

Der Konrad-Adenauer-Preis der Stadt Köln wurde 2002 von der Stadt Köln zur Erinnerung an ihren früheren Oberbürgermeister Konrad Adenauer gestiftet. Die undotierte Auszeichnung wird seit 2004 alle zwei Jahre verliehen.
Mit dem Preis sollen laut Satzung „herausragende Beiträge und besondere Verdienste zu dem Thema Leben und Arbeiten in einer Großstadt: Innovative und mutige Beiträge zur Entwicklung einer lebenswerten Großstadt weltweit, zur europäischen Integration oder zur Wahrung und Stärkung der kommunalen Selbstverwaltung im zusammenwachsenden Europa“ gewürdigt werden.
Die Verleihung des Konrad-Adenauer-Preises findet (Stand 2008) in einem feierlichen Rahmen im Historischen Rathaus zu Köln statt.
Vom 12. bis 19. September 2008 fand erstmals auch ein von der Stadt Köln organisiertes Begleitprogramm, die Adenauerwoche, zur Verleihung des Preises statt. Im Historischen Rathaus war eine Wanderausstellung der Stiftung Bundeskanzler-Adenauer-Haus, ergänzt durch Exponate des Historischen Archives der Stadt Köln, zu sehen, die Leben und Wirken Adenauers beleuchtet. Auch wurde eine Stadtführung zum Thema „Auf den Spuren Adenauers durch Köln“ angeboten. Es gab auch Vorträge und Filmvorführungen sowie ein Begleitprogramm für Schulklassen.

Über die Verleihung des Preises entscheidet laut Satzung ein Kuratorium, dem der Oberbürgermeister der Stadt Köln sowie Fraktionsmitglieder des Rates der Stadt Köln, Sponsorenvertreter und ein Vorstandsvertreter des Bundeskanzler-Adenauer-Hauses angehören.

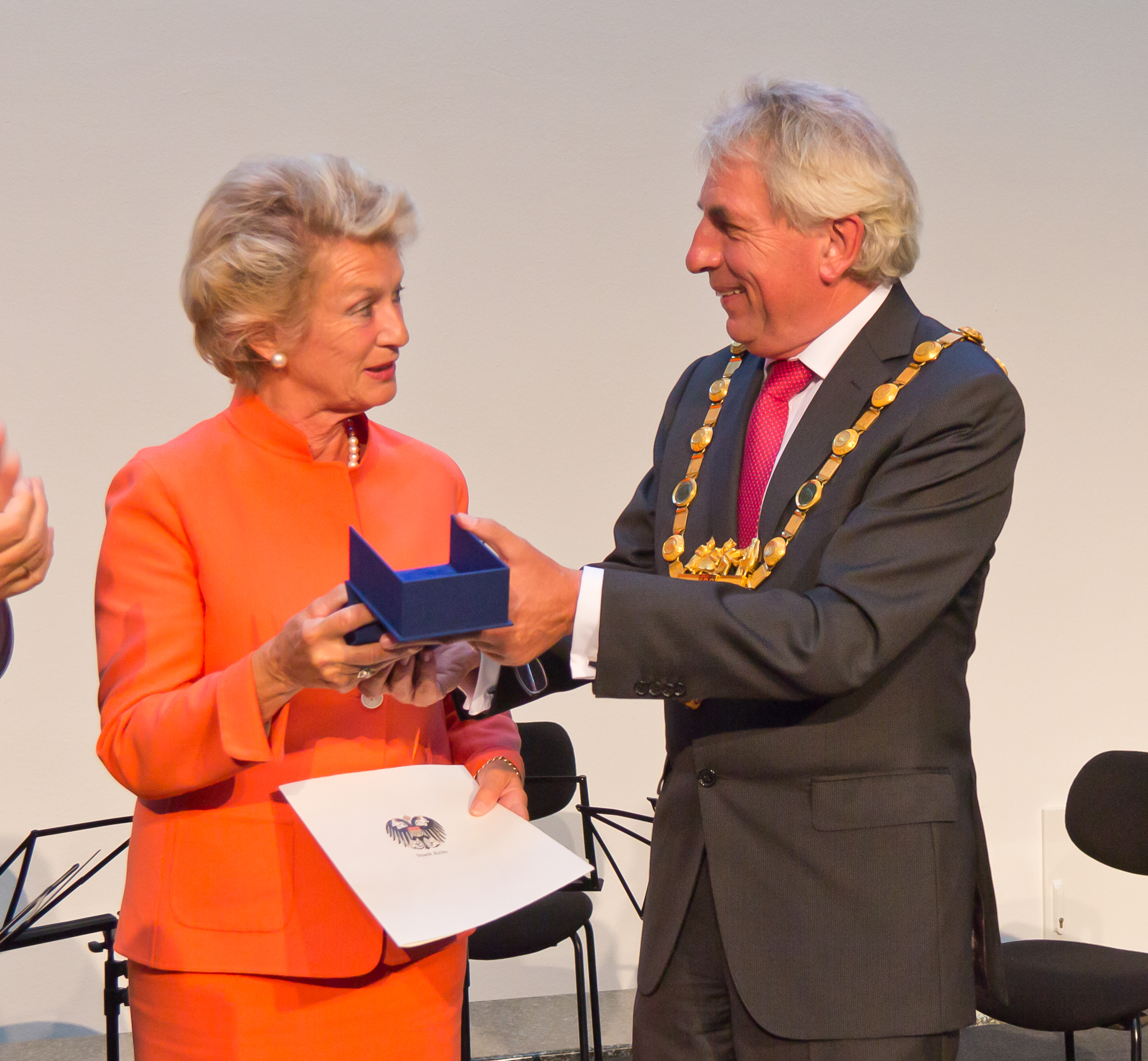
Preisverleihung des Konrad-Adenauer-Preis 2012 an Petra Roth durch Kölns Oberbürgermeister Jürgen Roters

## Preisträger
- 2004 Raymond Barre, französischer Politiker, für sein Lebenswerk, auch als Bürgermeister von Lyon
- 2006 Traian Băsescu, rumänischer Politiker, für seine Verdienste als Präsident Rumäniens und als vormaliger erster direkt gewählter Oberbürgermeister von Bukarest
- 2008 Leoluca Orlando, italienischer Politiker, ehemaliger Oberbürgermeister von Palermo (und erneut Oberbürgermeister der sizilianischen Großstadt seit dem 21. Mai 2012), unter anderem für seinen Kampf gegen die organisierte Kriminalität
- 2010 Vaira Vīķe-Freiberga, ehemalige Staatspräsidentin von Lettland, für ihre Verdienste für den Aufbau der Demokratie in Lettland und ihr Engagement als entschlossene Europäerin[1]
- 2012 Petra Roth, ehemalige Oberbürgermeisterin der Stadt Frankfurt am Main[2]
- 2015 Vitali Klitschko, ehemaliger Box-Champion und heutiger Bürgermeister von Kiew, für sein "Engagement für Frieden und Demokratie in der Ukraine"[3]
- 2017 Stadt Liverpool (Partnerstadt der Stadt Köln) als Würdigung des Votums der Liverpoolerinnen und Liverpooler für die europäische Integration, da sich die Mehrheit der Bürger in der englischen Hafenstadt bei der Volksabstimmung für den Verbleib Großbritanniens in der EU ausgesprochen hatte
- 2019 Daniel Barenboim, argentinisch-israelischer Pianist und Dirigent, für sein beispielloses Engagement für Frieden und Völkerverständigung (West-Eastern Divan Orchestra)[4]
- 2023 Wolfgang Schäuble, posthum; Politiker (CDU), unter anderem für seine klare Haltung und sein unermüdliches Wirken für die Deutsche Einheit und die Weiterentwicklung der Europäischen Union sowie seine stabilitätsorientierte Finanzpolitik.[5]

## Aktueller Beirat
Ein Beirat (besetzt mit namhaften Vertretern aus Architektur, Kultur, Politik, Wirtschaft, Medien, Industrie und Hochschule) berät das Kuratorium. Mitglieder des Beirates des Konrad-Adenauer-Preises der Stadt Köln sind (Stand 2015)
- Stephan Articus (Hauptgeschäftsführer Deutscher Städtetag)
- Gerald Böse (Vorsitzender der Geschäftsführung KoelnmesseGmbH)
- Jost Dülffer (Historisches Seminar Universität zu Köln)
- Jutta Ebeling (Ehemalige Bürgermeisterin der Stadt Frankfurt am Main)
- Gudrun Gersmann (Direktorin des Deutschen Historischen Instituts Paris)
- Kaspar Kraemer (Architekt, Bund Deutscher Architekten)
- Peter Kulka (Architekt, Bund Deutscher Architekten)
- Walter von Lom (Architekt, Bund Deutscher Architekten)
- Bernhard Mattes (Vorstandsvorsitzender von Ford Werke GmbH)
- Hans-Gert Pöttering (Präsident des Europäischen Parlaments a. D., Vorsitzender der Konrad-Adenauer-Stiftung e. V.)
- Günther Schulz (Historisches Seminar der Rheinischen Friedrich-Wilhelms-Universität Bonn)
- Uli Seher (Architekt)
- Willi Steul (Intendant Deutschlandfunk und Deutschlandradio Kultur)

## Ehemalige Beiratsmitglieder
- Erik Bettermann (Intendant Deutsche Welle)
- Ernst Elitz (Intendant Deutschlandfunk und Deutschlandradio Kultur)
- Carl Fingerhuth (Architekt)
- Michael Garvens (Geschäftsführer der Flughafen Köln/Bonn GmbH)
- Stephan Gemkow (Mitglied des Vorstandes Deutsche Lufthansa AG)
- Ruth Hieronymi (Mitglied des Europaparlaments)
- Karl-Ludwig Kley (Vorsitzender der Geschäftsleitung der Merck KGaA)
- Jörg Maier (Lehrstuhl für Wirtschaftsgeographie und Regionalplanung an der Universität Bayreuth)
- Petra Roth (Oberbürgermeisterin der Stadt Frankfurt am Main)
- Bernhard Vogel (Ministerpräsident a. D., Präsident der Konrad-Adenauer-Stiftung e. V.)